# ソラノウタ
『ソラノウタ』は、2012年8月8日にLantisから発売された奥井雅美の43rdシングル。

## 背景
前作「恋華大乱」から約2年4ヶ月ぶりのリリースであり、2012年1枚目のシングル。Lantisからの発売は「INSANITY」以来約4年9ヶ月ぶりとなる。
2012年6月24日に日本青年館大ホールにて開催された『境界線上のホライゾンII 武蔵アリアダスト教導院学園祭』で、公の場での楽曲初披露が行われた。

## 音楽性
表題曲「ソラノウタ」は、テレビアニメ『境界線上のホライゾンII』のエンディングテーマ（Side SunRise）に起用された。奥井のシングル表題曲がテレビアニメの主題歌に起用されるのは前作「恋華大乱」から2作連続。
ポジティブで明るい曲。楽曲を製作するに当たって苦労しており、5回曲を作り直したという。

## ディスクジャケット
ディスクジャケットには、表題曲が起用された『境界線上のホライゾンII』に登場するキャラクターの葵・トーリ、ホライゾン・アリアダストが描かれている。イラストはアニメーション制作を手掛けているサンライズによる描き下ろし。

## チャート成績
2012年8月20日付のオリコン週間シングルチャートで38位を獲得。初動売上は0.3万枚を記録した。デイリーチャートでは8月7日付で最高位の28位を獲得した。
2012年8月15日付のBillboard JAPAN Hot Singles Salesで36位、Billboard Japan Hot Animationで19位を獲得した。また、2012年8月18日放送分のCOUNT DOWN TV内のThis Week's TOP 100で39位を獲得した。

## 批評
CDジャーナルは、「低音がよく伸びるヴォーカル、ポジティブな歌詞のメタリックなギターのパンク曲。」と評した。

## 収録曲
| 全作詞・作曲: 奥井雅美。 |                              |           |            |                  |      |
| #                        | タイトル                     | 作詞      | 作曲・編曲 | 編曲             | 時間 |
| 1.                       | 「ソラノウタ」               | 奥井雅美  | 奥井雅美   | 東タカゴー       | 4:43 |
| 2.                       | 「蒼い涙」                   | 奥井雅美  | 奥井雅美   | 鈴木"Daichi"秀行 | 4:53 |
| 3.                       | 「ソラノウタ」(Instrumental) | 奥井雅美  | 奥井雅美   |                  | 4:43 |
| 4.                       | 「蒼い涙」(Instrumental)     | 奥井雅美  | 奥井雅美   |                  | 4:50 |
| 合計時間:                | 合計時間:                    | 合計時間: | 19:09      |                  |      |

## メディアでの使用
| # | 曲名           | タイアップ                                               | 出典   |
| - | -------------- | -------------------------------------------------------- | ------ |
| 1 | 「ソラノウタ」 | テレビアニメ『境界線上のホライゾンII』エンディングテーマ | [ 14 ] |